# Воротец
Воротец (рум. Voroteț) — село в Оргіївському районі Молдови. Поряд з селами Кіперчень і Андрєєвка входить до складу комуни Кіперчень.

## Населення
За даними перепису населення 2004 року в селі Воротец проживає 1019 людей (502 чоловіки, 517 жінок).
Національний склад населення села:
| Національність   | Кількість осіб | Відсоток   |
| ---------------- | -------------- | ---------- |
| молдавани румуни | 1008 2         | 98,9% 0,2% |
| українці         | 6              | 0,6%       |
| росіяни          | 2              | 0,2%       |
| болгари          | 1              | 0,1%       |
| Всього           | 1019           | 100%       |

## Історія
Село було засноване в XVI столітті. На початку XX століття в селі було 69 будинків і 476 жителів. За радянських часів працював колгосп «Дружба» («ПРІЕТЕНІЯ»), який спеціалізувався на виробництві тютюну. У 1970-ті роки працювала 8-річна школа, клуб, кінозал, бібліотека, пункт медичної допомоги, магазин.

## Географія
Воротец розташований між селами Отакі і Поховані, в 20 км від річки Дністер, 25 км від Оргіїва і приблизно 26 км від Гуми.
Висота населеного пункту — 159 метрів над рівнем моря.